# The Handmaid's Tale (4.ª temporada)
A quarta temporada de The Handmaid's Tale estreou no serviço de streaming Hulu em 28 de abril de 2021. Bruce Miller continuou atuando como showrunner da série nesta nova temporada. A série é baseada no romance homônimo da escritora canadense Margaret Atwood.

## Elenco  e personagens

### Principal
- Elisabeth Moss como June Osborne
- Joseph Fiennes como Comandante Fred Waterford
- Yvonne Strahovski como Serena Joy Waterford
- Alexis Bledel como Emily Malek
- Madeline Brewer como Janine
- Ann Dowd como Lydia Clements / Tia Lydia
- O. T. Fagbenle como Lucas "Luke" Bankole
- Max Minghella como Comandante Nick Blaine
- Samira Wiley como Moira Strand
- Amanda Brugel como Rita Blue
- Bradley Whitford como Comandante Joseph Lawrence
- Sam Jaeger como Mark Tuello

### Recorrente
- Nina Kiri como Alma / Ofrobert
- Jenessa Grant como Dolores / Ofsamuel
- Bahia Watson como Brianna / Oferic
- Jordana Blake como Hannah Bankole / Agnes McKenzie
- Edie Inksetter como Tia Elizabeth
- Stephen Kunken como Comandante Warren Putnam
- Ever Carradine como Naomi Putnam
- Jonathan Watton como Comandante Matthew Calhoun
- Mckenna Grace como Esther Keyes
- Zawe Ashton como Oona
- Jeananne Goossen como Tia Ruth

### Participação
- Amy Landecker como Sra. McKenzie
- Laila Robins como Pamela Joy
- Emily Althaus como Noelle
- Sugenja Sri como Sienna
- Kristen Gutoskie como Beth
- Laura Vandervoort como Daisy
- Alex Castillo como Dawn Mathis
- Reed Birney como Lieutenant Stans
- Omar Maskati como Steven
- Carly Street como Iris Baker / Tia Irene

## Produção
Em 26 de julho de 2019, a série foi renovada para uma quarta temporada. A quarta temporada, composta por 10 episódios, começou a ser produzida em março de 2020, com Elisabeth Moss filmando sua estreia na direção, mas o trabalho teve que ser interrompido após apenas algumas semanas, devido à pandemia de COVID-19. Em 22 de junho de 2020, foi anunciado que a quarta temporada estrearia em 2021. Em agosto, o elenco da série ficou em isolamento para que as gravações pudessem ser retomadas no Canadá em setembro e encerradas em 25 de fevereiro de 2021, com Moss dirigindo três episódios.

## Episódios
| N.º na série | N.º na temp. | Título                                     | Dirigido por    | Escrito por               | Lançamento          |
| --- | ------------ | ------------------------------------------ | --------------- | ------------------------- | ------------------- |
| 37 | 1            | "Pigs" "(Porcos)" (BR)                     | Colin Watkinson | Bruce Miller              | 28 de abril de 2021 |
| June gravemente ferida é levada para um esconderijo de Mayday pelas outras aias, que é uma casa de fazenda administrada por Esther Keyes, a noiva de 14 anos do Comandante Keyes. Esther está sedando seu marido idoso para evitar que ele descubra seu envolvimento com a ajuda de Mayday e, com a chegada de June, ajuda as aias fugitivas a garantir o controle total sobre o complexo. Depois de saber que Esther foi estuprada pelos associados de seu marido, June promete que Deus levará esses homens à justiça. Um dos estupradores mais tarde invade a fazenda e Esther, sob a direção de June, o executa no celeiro pelos crimes de estupro e traição. Tia Lydia é interrogada pelas mãos dos Comandantes e é perdoada; ela declara June uma ameaça que deve ser destruída antes que ela derrote Gilead. Enquanto isso, Serena e Fred descobrem a chegada das crianças roubadas ao Canadá e a ameaça de guerra que sua chegada anuncia enquanto Gilead exige seu retorno. Eles também são informados de que serão mantidos sob custódia, pois seu julgamento será adiado. |              |                                            |                 |                           |                     |
| 38 | 2            | "Nightshade" "(Beladona)" (BR)             | Colin Watkinson | Kira Snyder               | 28 de abril de 2021 |
| Usando a casa da fazenda como base de operação, June visita uma das Jezebels para obter os detalhes da próxima casa segura. Quando está no bordel das Jezebels, June percebe que está cheio de comandantes visitantes e June decide libertar as Jezebels. Enquanto informa a Sra. Keyes da intenção de se mudar para a próxima casa segura, June com a ajuda da Sra. Keyes decide envenenar os comandantes e partir para a casa segura no dia seguinte. June retorna com sucesso das Jezebels para encontrar cápsulas de bala no chão e ela mesma cercada por atiradores. Nick sai das sombras e revela estar procurando as aias e leva June como prisioneira. Enquanto isso, Rita luta com sua nova liberdade no Canadá, enquanto as crianças resgatadas são reunidas com suas famílias verdadeiras no Canadá, embora várias expressem o desejo de retornar à sua família adotiva em Gilead. Serena encontra Fred na capela da instalação prisional e tenta se reconciliar com ele sem sucesso; depois, ela é informada por Mark Tuello que ela está grávida. |              |                                            |                 |                           |                     |
| 39 | 3            | "The Crossing" "(A Travessia)" (BR)        | Elisabeth Moss  | Bruce Miller              | 28 de abril de 2021 |
| June é submetida a tortura para coagi-la a revelar a localização das outras aias. Quando confrontada com a remoção forçada de suas unhas, June mente sobre a localização de suas colegas aias e, em retaliação, Beth e Sienna são jogadas do telhado do centro de tortura para punir June por mentir. Lawrence avisa June que eles vão machucar Hannah se June não divulgar a localização das aias. Depois de ver Hannah e temer por sua segurança, June revela a localização de suas amigas. June espera ser executada, mas tia Lydia explica que ela e as outras serão enviadas para uma Colônia Madalena para trabalhar nos campos e receber a visita de comandantes e suas esposas para a cerimônia. A caminho da colônia, June e Nick se encontram e Nick diz a June que Hannah está segura e de volta para casa. June, tia Lydia e as outras aias estão viajando para a colônia quando são paradas em uma passagem de trem. As aias encenam uma fuga, mas o motorista atira e mata duas aias enquanto elas correm. June e Janine cruzam os trilhos, mas Alma e Brianna são atingidas pelo trem que passa, matando-as. |              |                                            |                 |                           |                     |
| 40 | 4            | "Milk" "(Leite)" (BR)                      | Christina Choe  | Jacey Heldrich            | 5 de maio de 2021   |
| June e Janine escapam de Gilead em um caminhão-tanque de leite que faz parte de um trem com destino a Chicago. Depois que Janine questiona como elas foram encontradas, June confessa que revelou a localização das aias. Os combatentes americanos invadem o trem e os levam para seus alojamentos, mas o grupo está com poucos recursos. June decide que eles devem sair depois que o líder Steven pede sexo oral em troca de aceitá-las, mas Janine concorda em um relacionamento sexual com ele, o que fornece as duas comida e abrigo. Em flashbacks, Janine visita um centro de gravidez em crise, onde é pressionada a continuar sua gravidez. Ela visita um médico, que lhe dá pílulas de aborto. No Canadá, Rita é informada de que não há notícias de seus parentes em nenhum dos campos de refugiados, mas Moira garante a ela que os católicos são bons em falsificar passaportes para escapar de Gilead. Rita recebe um pedido de Serena para visitá-la onde ela e Fred aguardam julgamento; durante a visita, Serena revela que está grávida de um menino e lhe dá de presente o ultrassom fetal, pedindo ajuda a Rita para cuidar da criança. Rita não se opõe ao pedido, mas depois informa Fred da gravidez de Serena contra sua vontade. |              |                                            |                 |                           |                     |
| 41 | 5            | "Chicago"                                  | Christina Choe  | John Herrera & Nina Fiore | 12 de maio de 2021  |
| Janine desenvolve um relacionamento com Steven, mas June fica irritada porque sente que a resistência americana é muito cautelosa em sua abordagem. June pergunta a Steven se ela pode acompanhar um grupo para negociar com outro acampamento com a intenção de entrar em contato com os rebeldes do Falcão Noturno, e ele concorda depois que Janine atesta por ela. Nick ainda está ansioso para encontrar June e, por sugestão de Lawrence, encontra duas Marthas: uma delas revela que June está em Chicago. Enquanto isso, tia Lydia faz um acordo com Lawrence para ser reintegrada como tia ativa em troca de informações que Lawrence pode usar para recuperar sua própria posição. Os comandantes então concordam com a sugestão de Lawrence de um breve cessar-fogo nas fronteiras de Gilead para aliviar a crise econômica de Gilead. June deixa o acampamento de Steven em Chicago e Janine decide ir embora com ela. No entanto, o painel diz a Nick para retirar as tropas das fronteiras porque planejam um ataque aéreo antes do cessar-fogo na tentativa de reprimir as facções rebeldes. Gilead bombardeia Chicago pouco antes do cessar-fogo, e Moira, uma das socorristas, encontra June ferida entre os escombros; no entanto, o destino de Janine é desconhecido. |              |                                            |                 |                           |                     |
| 42 | 6            | "Vows" "(Votos)" (BR)                      | Richard Shepard | Dorothy Fortenberry       | 19 de maio de 2021  |
| Moira convence June a partir para o Canadá no navio com os trabalhadores humanitários, pois a situação em Chicago se tornou caótica, com refugiados desesperados por suprimentos ou para partir. No caminho, June tenta escapar em um bote salva-vidas em uma tentativa desesperada de resgatar Hannah, mas Moira novamente a convence a retornar ao Canadá e se reunir com Luke e Nichole. June tem flashbacks dos tempos em que ela e Luke estavam planejando sua vida juntos e quando June ficou grávida de Hannah. No caminho para o Canadá, o navio deve primeiro ser verificado por barcos de patrulha de Gileade. Após uma discussão tensa a bordo do navio de resgate, a equipe concorda em fornecer uma carteira de identidade falsa para June para evitar que ela seja recapturada. A namorada de Moira, Oona, que estava encarregada da missão, termina seu relacionamento, pois Oona afirmou anteriormente que prejudicaria qualquer trabalho de ajuda adicional ao trazer de volta quaisquer refugiados. Eventualmente, o navio chega ao Canadá e June se reúne com Luke, embora esteja devastada pela culpa por deixar Hannah para trás. |              |                                            |                 |                           |                     |
| 43 | 7            | "Home" "(Lar)" (BR)                        | Richard Shepard | Yahlin Chang              | 26 de maio de 2021  |
| June solicita oficialmente asilo no Canadá quando Tuello chega ao barco ancorado. Luke e June são levados para um hotel, onde June dorme por dezessete horas e depois é entrevistada por Tuello. Luke leva June de volta para sua casa, onde ela se reúne com Emily, Nichole e Rita, que informa a June que Serena está grávida. Oona passa na casa para entregar um presente para June e informa a Moira que sua ONG não pode mais realizar trabalhos fora do Canadá; Moira pede desculpas e deixa Oona saber que ela se importa com ela e quer discutir seu relacionamento em vez de terminá-lo. Serena reza na capela por um bebê saudável e é ouvida por Tuello, que sugere que ela fale com Fred. No meio da noite, June pede para ver Serena na prisão. Serena tenta fazer as pazes, mas June a repreende agressivamente pelo tratamento que recebeu em Gilead. June então volta para casa e força Luke a fazer sexo com ela, ignorando seus protestos. Depois, June avisa Tuello que Serena é manipuladora e não deve confiar nela. |              |                                            |                 |                           |                     |
| 44 | 8            | "Testimony" "(Depoimento)" (BR)            | Elisabeth Moss  | Kira Snyder               | 2 de junho de 2021  |
| June presta depoimento contra os Waterfords no Tribunal Penal Internacional e sai após interrogatório pelo advogado de defesa. Luke observa os procedimentos do tribunal para entender melhor o que June passou, apesar do desejo de June de que ele não compareça. Na audiência, Fred afirma que as ações de Waterford em Gilead levaram à melhoria da crise global de fertilidade. Em uma sessão de terapia para ex-aias, Irene, uma ex-tia, pede para falar com Emily, mas ela a rejeita. June mais tarde convida Irene para vir à sessão de terapia, onde é revelado que ela informou aos Olhos o relacionamento de Emily com uma Martha, o que fez com que ela fosse mutilada. Irene pede perdão a Emily por seu comportamento em Gilead, mas Emily se recusa, junto com sua oferta de reparação. Moira depois convence Emily a falar com Irene em particular e fazê-la testemunhar no tribunal, mas quando Emily dirige para a casa de Irene, ela descobre que Irene cometeu suicídio se enforcando. Na próxima sessão de terapia, Emily fica indiferente à morte de Irene. June conta a Luke sobre seu último encontro com Hannah. Enquanto os Waterfords se preparam para o próximo dia de julgamento, eles são recebidos por um grande contingente de apoiadores pró-Gilead. Enquanto isso, em Gilead, tia Lydia é repreendida por Lawrence por seu comportamento agressivo e ele coloca Janine recapturada aos cuidados de tia Lydia. Janine implora para não ser feita aia novamente, mas tia Lydia apenas a abraça. |              |                                            |                 |                           |                     |
| 45 | 9            | "Progress" "(Progresso)" (BR)              | Elisabeth Moss  | Eric Tuchman & Aly Monroe | 9 de junho de 2021  |
| Luke e June continuam sua busca por Hannah ligando para Lawrence, mas ele se recusa a ajudá-los. Em Gilead, Esther agora é uma aia e ameaça entrar em greve de fome. Janine a encoraja a comer para evitar tortura. Esther eventualmente cede e relutantemente cumpre as normas de Gilead, pelas quais tia Lydia elogia as duas jovens. June concorda em se encontrar com Nick para obter informações sobre Hannah, sugestão feita por Luke. Tuello organiza o encontro em uma escola católica romana na zona neutra. June leva Nichole com ela, o que agrada a Nick, que dá uma boneca à filha. Eles se abraçam emocionalmente e Nick fornece a June um arquivo sobre Hannah, incluindo algumas fotos recentes e sua localização atual no Colorado. Fred e Serena são visitados pelo Comandante Warren Putnam e sua esposa Naomi, e enquanto Naomi se oferece para cuidar do bebê Waterford, Warren informa a Fred que Gilead não negociará sua libertação por razões políticas. Fred então faz um acordo com Tuello para descartar as acusações do TPI contra ele em troca de informações sobre o funcionamento interno de Gilead. Quando June fica sabendo disso, ela condena Tuello com raiva pelo que ela vê como uma traição. |              |                                            |                 |                           |                     |
| 46 | 10           | "The Wilderness" "(Terra de Ninguém)" (BR) | Liz Garbus      | Bruce Mille               | 16 de junho de 2021 |
| O depoimento de June contra Fred é registrado enquanto os juízes do TPI estão ocupados. Ela revela a Emily que está perturbada por Fred estar voando para Genebra, onde ele receberá imunidade. June se encontra com Fred, que pede desculpas pela dor que sentiu quando Hannah foi tirada dela. June está insatisfeita e negocia com Tuello para que Fred seja levado à justiça; ela organiza para os dois se encontrarem em um jantar fechado com o comandante Lawrence, que propõe libertar 22 mulheres que lutam pela liberdade em troca de Fred. Tuello diz que vai buscar a aprovação de seu chefe. Fred se despede de Serena e se prepara para partir para Genebra, mas antes que possa embarcar no avião é preso por Tuello, trocado pelas 22 mulheres e levado para Lawrence e Nick, este último entrega Fred a June na Terra de Ninguém. June, Emily e outras ex-aias perseguem Fred pela floresta, batem nele até a morte e o enforcam na parede. June chega em casa com sangue no rosto para o choque de Luke. Enquanto Serena espera que Fred faça uma videochamada para ela online como eles haviam planejado, o carteiro separa os envelopes de Serena e abre um que inclui a aliança de casamento e o dedo anelar de Fred. |              |                                            |                 |                           |                     |

## Recepção

### Resposa da crítica
No Rotten Tomatoes, a quarta temporada recebeu críticas positivas de 69% dos 45 críticos, com uma classificação média de 7,18/10. O consenso crítico do site diz: "Elisabeth Moss está melhor do que nunca, mas a trama dispersiva e uma sensação dominante de destruição podem ser muito sombrias para alguns espectadores realmente gostarem da quarta temporada de The Handmaid's Tale".	 O Metacritic calculou uma pontuação média de 62, a temporada recebeu "críticas geralmente positivas".
Kristen Baldwin, da Entertainment Weekly, deu uma nota "C +" e escreveu que a série "cumpre algumas promessas atrasadas, mas no final das contas é muito pouco, muito tarde". Matthew Gilbert do The Boston Globe escreveu que "o drama ultrapassou o tempo de vida natural de sua história, pois segue em frente sem nada de novo a dizer, címbalos tilintando e metais soando." Em uma crítica mais positiva de Jen Chaney do Vulture, ela escreveu: "Felizmente, a quarta temporada finalmente recupera algum impulso e movimento para a frente. Com base nos oito de dez episódios totais disponibilizados para os críticos, este é o melhor The Handmaid's Tale desde sua primeira temporada."